# Église Notre-Dame de Rigny
 (mars 2018).
Si vous disposez d'ouvrages ou d'articles de référence ou si vous connaissez des sites web de qualité traitant du thème abordé ici, merci de compléter l'article en donnant les références utiles à sa vérifiabilité et en les liant à la section « Notes et références ».
L'église Notre-Dame de Rigny est une église située dans la commune de Rigny-Ussé en Indre-et-Loire.

## Histoire
Cette église désaffectée en 1859 et abandonnée tombe en ruines. Elle est classée monument historique depuis 1930. Récupérée par une association depuis le 1er janvier 1983, elle est en cours de restauration depuis.

## Description

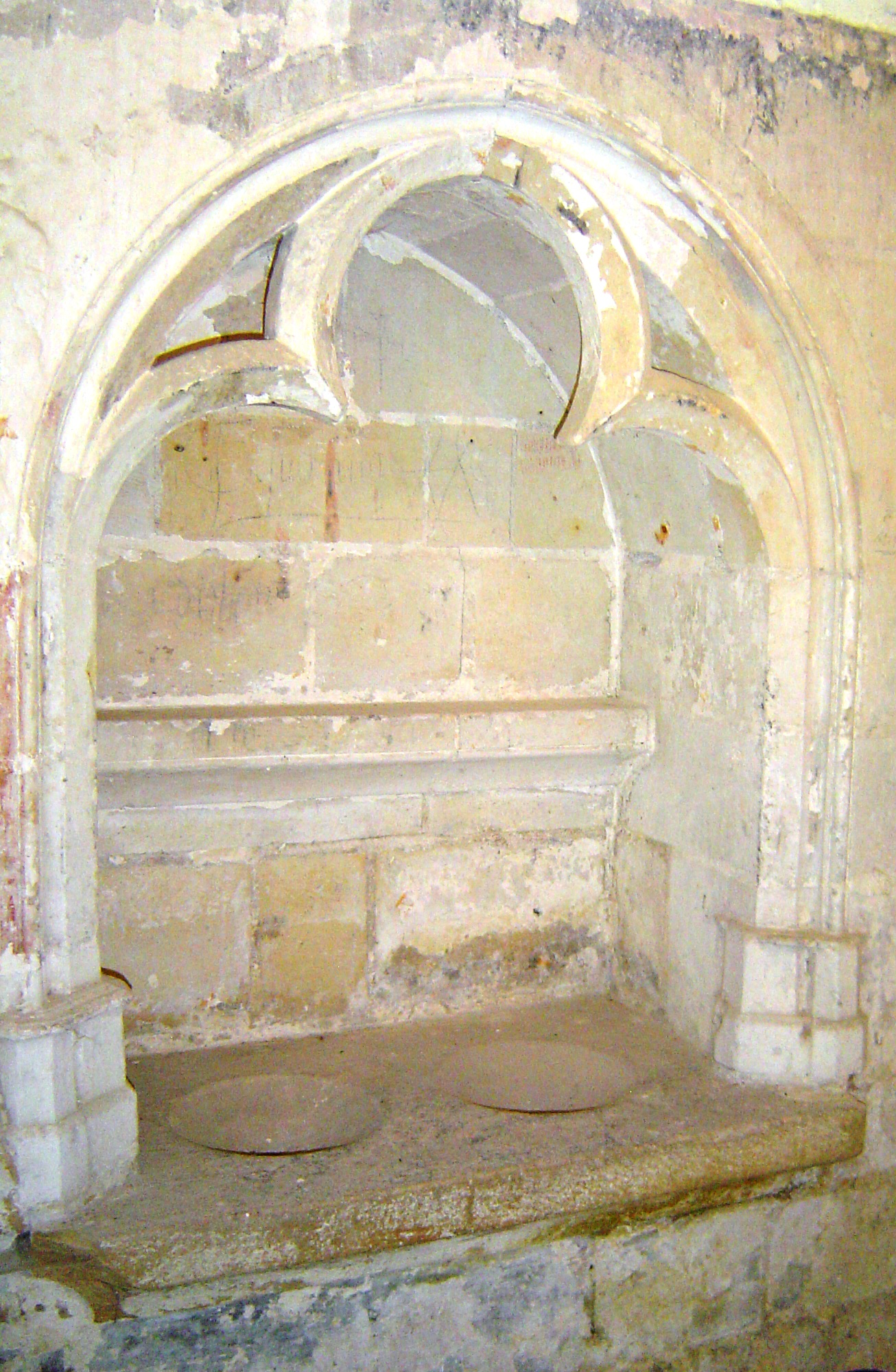
Piscine liturgique de l'église Notre-Dame de Rigny.
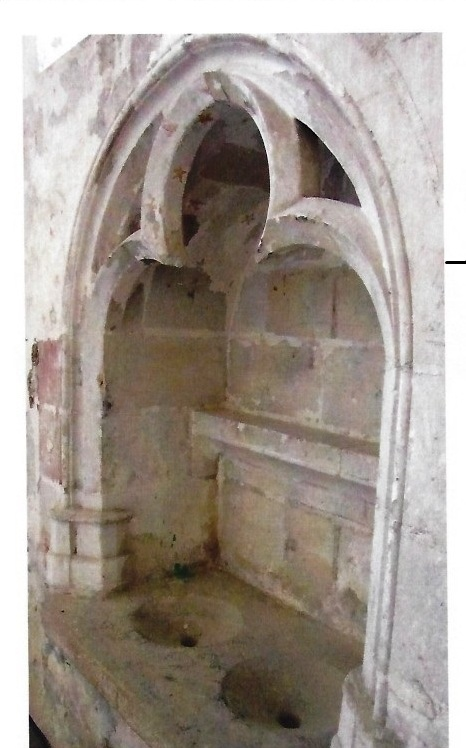
Piscine liturgique.